# Walcott Glacier
Walcott Glacier är en glaciär i Antarktis. Den ligger i Östantarktis. Nya Zeeland gör anspråk på området. Walcott Glacier ligger 501 meter över havet.
Terrängen runt Walcott Glacier är bergig västerut, men österut är den kuperad. Trakten är obefolkad. Det finns inga samhällen i närheten. 